# Ehrendorferia
Ehrendorferia – rodzaj z rodziny makowatych (Papaveraceae) i podrodziny dymnicowych Fumarioideae. Obejmuje dwa gatunki występujące w Kalifornii (USA) i w Kalifornii Dolnej (Meksyk). Oba rosną na żwirowych zboczach, na terenach przekształconych, często po pożarach. Są pirofitami – nasiona do dojrzenia wymagają kontaktu z ogniem.

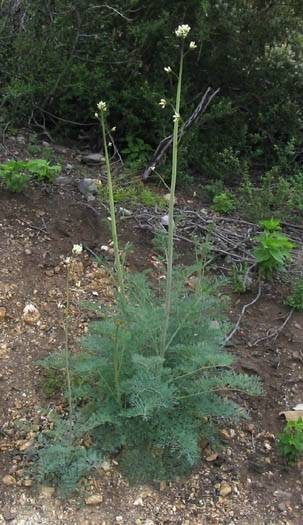
Pokrój Ehrendorferia ochroleuca

## Morfologia
Byliny z grubym korzeniem palowym. Łodygi pojedyncze lub kilka, prosto wzniesione, sztywne osiągają od kilku cm wysokości do 150 cm. Liście do 30 cm długości, bardzo silnie podzielone 3-4-krotnie. Kwiaty skupione po kilka wyrastają na szczycie pędu, wyprostowane wznoszą się na sztywnych szypułkach. Płatki żółte lub żółtawe. Owocem jest owalna torebka osiągająca 25-30 mm długości. Nasiona pozbawione są elajosomów. 

## Systematyka
Synonimy taksonomiczneDicentra Bernhardi, Linnaea. 8: 457, 468. 1833, Dielytra Cham. & Schltdl.
Pozycja systematyczna według Angiosperm Phylogeny Website (aktualizowany system APG III z 2009)
Rodzaj z podplemienia Corydalinae, plemienia Fumarieae i podrodziny dymnicowych Fumarioideae, rodziny makowatych Papaveraceae zaliczanej do rzędu jaskrowców (Ranunculales) i wraz z nim do okrytonasiennych. 
Wykaz gatunków
- Ehrendorferia chrysantha (Hook. & Arn.) Rylander
- Ehrendorferia ochroleuca (Engelm.) Fukuhara